# Rivolta razziale di Chicago del 1919

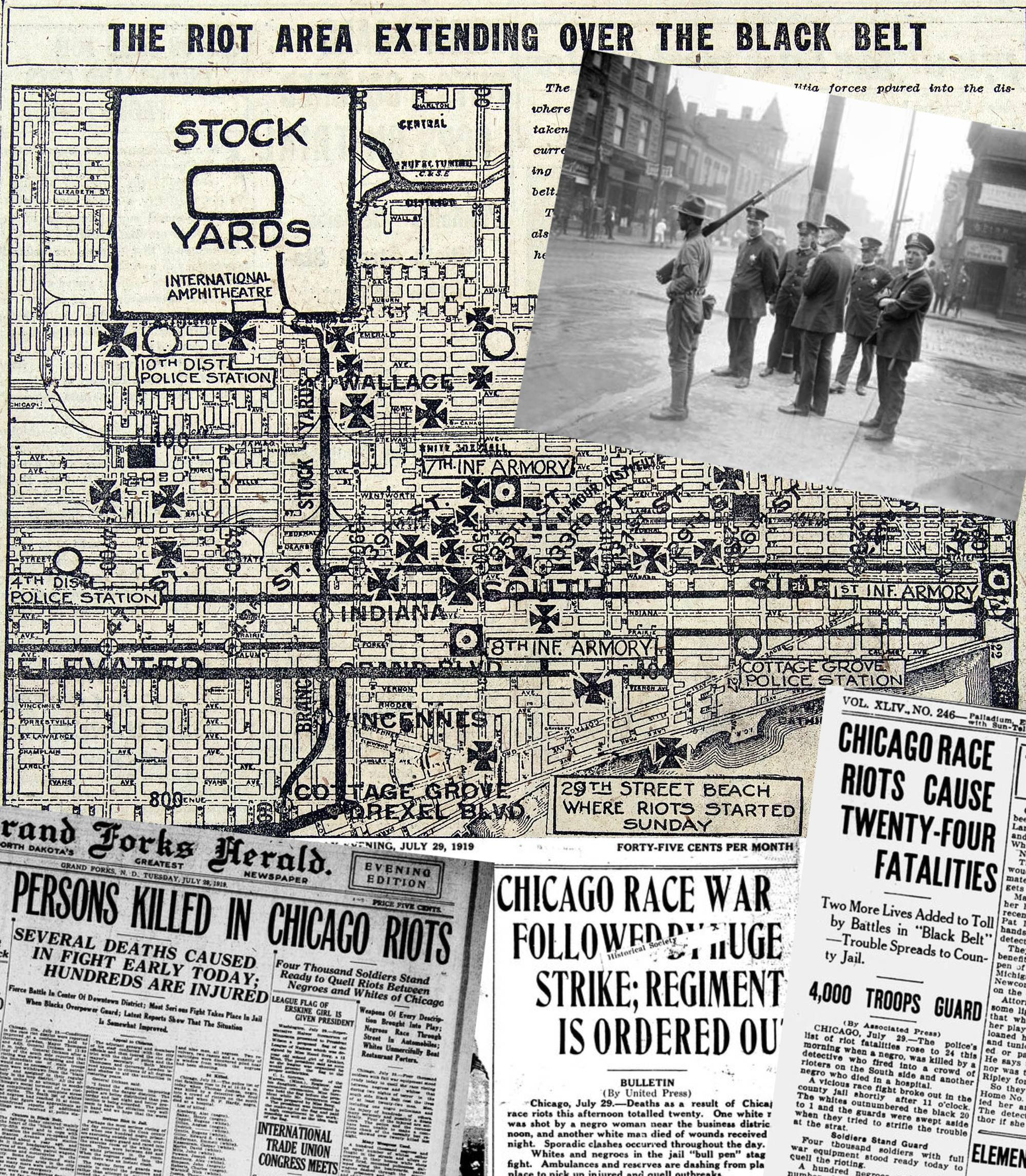
i giornali scrivono a proposito della rivolta razziale

La rivolta razziale di Chicago del 1919 è stato un violento conflitto razziale tra gli Americani bianchi e gli Americani neri, incominciato nel South Side di Chicago, Illinois, il 27 di luglio, e terminato il 3 agosto 1919.

Durante la rivolta morirono 38 persone (23 neri, 15 bianchi).

Nel corso della settimana si attestarono 537 feriti attribuiti agli scontri, due terzi neri; e tra le mille e le duemila persone residenti, per lo più neri, persero le loro case. A causa della sostenuta violenza e dell'ampio impatto economico, è considerata la peggiore per risultati tra le rivolte e i disordini civili negli USA durante l'Estate Rossa del 1919 e una delle peggiori rivolte nella storia dell'Illinois.
All'inizio del 1919 a Chicago, riguardo alla crescente comunità nera, c'era un clima sociopolitico di tensione etnica causata dallo storico razzismo, la crisi economica e i cambiamenti sociali portati dalla prima guerra mondiale. Con la Grande migrazione migliaia di afroamericani si erano stabiliti in quartieri a maggioranza europea nel South Side di Chicago, causando diversi malumori, specialmente da parte degli Irlandesi.

La tensione, cresciuta a causa della sovrappopolazione e dell'intolleranza, esplose in estate con l'uccisione del diciassettenne afroamericano Eugene Williams, che era inavvertitamente entrato in una spiaggia per soli bianchi vicino alla 29esima strada. Alcuni ragazzi afroamericani, tra cui Williams, si stavano tuffando in mare da una zattera di loro fattura quando entrarono inavvertitamente nello spazio di spiaggia riservato ai soli bianchi, causando la rabbia di uno dei bagnanti, il quale iniziò a tirare dei sassi contro i ragazzi, ferendo Williams e causando l'annegamento del ragazzo.

I bagnanti neri accusarono i bianchi di averli attaccati e si scatenò una rissa, che si trasformò ben presto in disordine civile. I cittadini neri residenti in quartieri a maggioranza bianca erano soggetti ad attacchi, ma anche nei quartieri prevalentemente risieduti da neri le gang bianche operavano alcuni attacchi. Alcuni cittadini neri si preparavano a resistere e proteggersi l'un l'altro, contando sull'appoggio di alcuni cittadini bianchi, tuttavia la violenza continuava ad aumentare specialmente perché il Chicago Police Department chiudeva spesso un occhio e il sindaco di Chicago William Hale Thompson esacerbava la rivolta perché impegnato in un gioco di brinkmanship con il governatore dell'Illinois Frank Lowden.

Dopo la rivolta furono attuati numerosi provvedimenti per far diminuire le tensioni razziali tra i due gruppi opposti a Chicago, ma la conseguenza più importante della rivolta fu la decisione, da parte di entrambi i gruppi, di aumentare la separazione razziale.

## Contesto sociopolitico
A differenza delle altre città del sud dell'epoca, Chicago non era così segregazionista, infatti secondo Walter Francis White, attivista per i diritti civili della NAACP, la città godeva di buona reputazione presso gli afroamericani per il trattamento riservato loro. Ad ogni modo, all'inizio del XX secolo, le spiagge di Chicago erano ufficiosamente segregate.

Chicago era stata una città a grandissima maggioranza europea fino al 1910, quando migliaia di afroamericani giunsero nella città dell'Illinois per sfuggire alla privazione dei diritti operata nel profondo Sud, dove il Ku Klux Klan aveva commesso 64 linciaggi nel 1918 e 83 nel 1919. La popolazione afroamericana a Chicago aumentò del 148%, da 44.000 a 109.000, dal 1916 al 1919 e l'afflusso di migranti dall'Europa meridionale e orientale, dalle campagne, ma soprattutto la forte presenza irlandese a Chicago causarono la formazione di una competizione tra gruppi etnici per lavoro e alloggi a basso costo.

A partire dal 1917 si erano verificate in America diverse rivolte razziali in Illinois e in Texas e il periodo postbellico vide anche un aumento delle tensioni in numerose città in rapida crescita, dove persone di culture diverse si scontravano e si contendevano lo spazio. Nel 1917, il Chicago Real Estate Board, un ente privato, istituì una politica di segregazione isolato per isolato. I nuovi arrivati della Grande Migrazione si stabilirono generalmente nei vecchi quartieri neri del South Side. Nel 1920, l'area ospitava l'85% degli afroamericani di Chicago, senza distinzioni tra più o meno abbienti. Nel frattempo, i giovani neri rifiutavano la deferenza e la passività tradizionali del Sud e promuovevano l'autodifesa armata per il controllo dei loro quartieri. 
Tuttavia il primo grande gruppo di immigrati europei del XIX secolo, gli irlandesi, era divenuto una forza politica. 
Gli irlandesi pattugliavano i confini dei loro quartieri per proteggerli da tutti gli altri gruppi etnici, in particolar modo dagli afroamericani, e quando le bande composte da bianchi iniziarono ad attaccare le persone nei quartieri afroamericani, la polizia (in gran parte bianca e sempre più irlandese-americana) sembrò poco propensa a fermarli. Inoltre i giornali non facevano altro che enfatizzare i crimini commessi da afroamericani.

## La rivolta

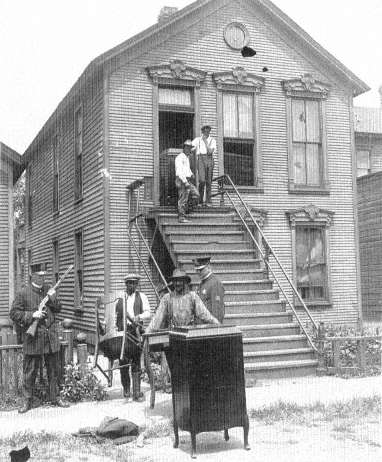
famiglia afroamericana mentre abbandona la propria casa vandalizzata durante la rivolta

Le tensioni razziali di lunga data tra bianchi e neri esplosero in cinque giorni di violenza iniziati il 27 luglio 1919. In quel caldo giorno d'estate, su una spiaggia di Chicago non ufficialmente segregata, un uomo bianco lanciò delle pietre a Eugene Williams poiché questi aveva inavvertitamente oltrepassato la "linea di colore" non segnalata tra la sezione bianca e quella nera della spiaggia della 29esima Strada. Williams annegò. 
Le tensioni aumentarono quando un agente di polizia bianco impedì ad un agente di polizia nero di arrestare l'uomo bianco responsabile della morte di Williams, ma arrestò invece un uomo nero. Le obiezioni degli osservatori neri vennero accolte con violenza dai bianchi e rapidamente si fece strada la violenza tra le vie di Chicago. A un certo punto, una folla bianca minacciò il Provident Hospital, molti dei cui pazienti erano afroamericani, ma la polizia riuscì a tenerla a bada.
Ci furono anche tentativi da parte delle bande di etnia irlandese di incitare le comunità di immigrati dell'Europa meridionale e orientale alla violenza contro i neri, sebbene non avessero tale ostilità. In un caso, i Ragen's Colts si truccarono di nero e diedero fuoco alle case lituane e polacche nel Back of the Yards, nel tentativo di incitare queste comunità ad unirsi a loro contro gli afroamericani. Bisogna altresì ricordare una certa cooperazione degli afroamericani con alcuni bianchi che cercarono di aiutare a salvare Eugene Williams, denunciando altri bianchi alla polizia e portando cibo alle comunità nere.

La rivolta di Chicago durò quasi una settimana e terminò solo dopo che il governo dell'Illinois dispiegò circa 6.000 soldati della Illinois Army National Guard attorno alla "Black Belt" per prevenire ulteriori attacchi da parte dei bianchi. La maggior parte delle rivolte, degli omicidi e degli incendi dolosi furono commessi da gruppi etnici bianchi, mentre la maggior parte delle vittime e dei danni alle proprietà furono subiti dai neri di Chicago. I resoconti dei giornali riportarono numerosi tentativi di incendio doloso. Ad esempio, il 31 luglio, più di 30 incendi dolosi furono appiccati nel quartiere afroamericano prima di mezzogiorno, mentre i rivoltosi stendevano cavi lungo le strade per tenere lontani i camion dei pompieri.

L'ufficio del sindaco di Chicago venne informato di un piano per incendiare la "Black Belt" e cacciare i residenti dalla città. Vi furono anche attacchi violenti sporadici in altre parti della città, incluso il Chicago Loop. A causa della rivolta, morirono 38 persone (23 afroamericane e 15 bianche), e altre 537 rimasero ferite, due terzi delle quali afroamericane; l'unico poliziotto ucciso nella rivolta fu l'agente di pattuglia afroamericano John W. Simpson. Circa 1.000 residenti rimasero senza casa dopo gli incendi. Molte famiglie afroamericane partirono in treno durante la rivolta, tornando dalle loro famiglie nel Sud.

### L'indagine
L'ufficio del coroner della contea di Cook impiegò 70 sessioni diurne e 20 sessioni notturne, interrogando 450 testimoni, per raccogliere prove sulle rivolte.
Il rapporto asserì che il 27 luglio 1919 Eugene Williams, un giovane afroamericano, si era diretto verso una spiaggia informalmente segregata nel South Side, e aggrappatosi a una traversina ferroviaria venne poi colpito da una pietra scagliatagli da un uomo bianco per allontanarlo dalla parte bianca della spiaggia della 29esima Strada, nella comunità di Douglas, nella zona sud della città. Un testimone dichiarò di aver visto un singolo uomo bianco in piedi su un frangiflutti a 75 piedi (22,9 m) dalla zattera degli afroamericani che lanciava delle pietre. Williams venne colpito alla fronte. Poi fu preso dal panico, perse la presa sulla traversina ferroviaria e annegò.

La rivolta degenerò quando un agente di polizia bianco si rifiutò di arrestare l'uomo che aveva lanciato la pietra contro Williams. Invece arrestò un afroamericano in seguito alla denuncia di un uomo bianco per un reato minore. La rabbia per l'arresto, sommata alla morte di Williams e alle voci che circolavano tra le due comunità, sfociò in cinque giorni di rivolte. La maggior parte delle vittime furono afroamericani e la maggior parte dei danni alla proprietà fu inflitta nei quartieri afroamericani.
Gli storici hanno osservato che "in seguito si scoprì che le bande giovanili del South Side, tra cui l'Hamburg Athletic Club, erano tra i principali istigatori della violenza razziale. Per settimane, nella primavera e nell'estate del 1919, avevano previsto, anzi atteso con impazienza, una rivolta razziale" e "in diverse occasioni, avevano tentato loro stessi di scatenarla, e ora che la violenza razziale minacciava di diventare generalizzata e incontrollata in tutta Chicago, erano pronti a sfruttare il caos".

I primi rapporti riportarono ferite riportate da agenti di polizia e da un pompiere di Chicago. Un poliziotto afroamericano, John Simpson, fu ucciso durante la rivolta da sconosciuti. La condotta della polizia bianca venne criticata durante e dopo le rivolte. Il procuratore distrettuale Maclay Hoyne accusò la polizia di aver arrestato soltanto i rivoltosi afroamericani, rifiutandosi di arrestare i rivoltosi bianchi. Hoyne iniziò a sottoporre alla giuria popolare in carica i casi che coinvolgevano gli afroamericani provocando l'abbandono della giuria. "Che diavolo ha il procuratore distrettuale? Non ha nessun caso bianco da presentare?" si lamentò un giurato. La giuria rinviò dunque l'udienza di tutti i casi contro gli afroamericani fino a quando non fossero stati accusati anche i bianchi. Allo stesso modo un giudice rimproverò la polizia: "Voglio spiegare a voi agenti che queste persone di colore non potevano essersi ribellate tra loro. Portatemi dei prigionieri bianchi". In realtà gran parte della violenza fu opera delle bande di bianchi di Bridgeport, per lo più irlandesi. Sebbene i giornali locali riportassero resoconti di incendi appiccati da afroamericani, "in seguito l'ufficio del capo dei vigili del fuoco dello Stato Gamber dimostrò in modo conclusivo che gli incendi non erano stati causati dai neri, ma dai bianchi".

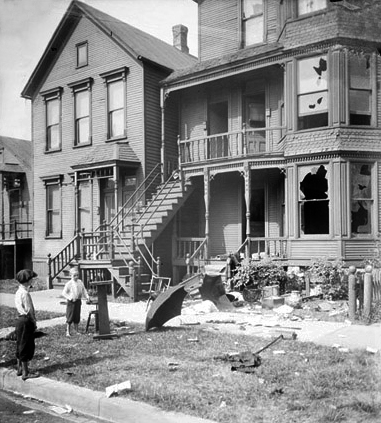
casa vandalizzata con finestre rotte

Le rivolte ebbero ripercussioni sull'economia di Chicago. Le zone a basso reddito, come quelle dei quartieri popolari, furono particolarmente colpite in quanto a rischio nuove rivolte. Durante la rivolta, alcune attività industriali del South Side rimasero chiuse. Anche le attività commerciali del Loop furono colpite in seguito alla chiusura dei tram e i lavoratori afroamericani si tennero lontani dai loro posti di lavoro. Presso l'Union Stock Yard, uno dei maggiori datori di lavoro di Chicago, inizialmente si prevedeva che tutti i 15.000 lavoratori afroamericani sarebbero dovuti tornare al lavoro lunedì 4 agosto 1919. Ma dopo l'incendio doloso avvenuto il 3 agosto vicino alle case dei dipendenti bianchi nei pressi dei depositi del bestiame, la direzione vietò ai dipendenti afroamericani l'accesso agli stessi depositi per paura di ulteriori disordini.
Dopo la fine della rivolta, i lavoratori afroamericani vennero tenuti fuori dai macelli per dieci giorni a causa dei continui disordini. L'8 agosto 1919, circa 3.000 afroamericani non iscritti ai sindacati si presentarono al lavoro sotto la protezione della polizia speciale, degli sceriffi e della milizia . I dipendenti bianchi sindacalizzati minacciarono di scioperare se non fossero stati sospesi i servizi di sicurezza. Molti afroamericani fuggirono per paura di rivolte.
Il 4 agosto 1919 furono emesse diciassette incriminazioni contro afroamericani.
Il fenomeno ha sconvolto la città di Chicago e tutta l'America, e posteriormente è stato ricordato come un simbolo della difficile situazione in cui versavano gli afroamericani del XX secolo.
Nel 2021, è stata eretta una lapide nel cimitero di Lincoln sulla tomba precedentemente anonima dell'adolescente Eugene Williams, la prima vittima dei disordini, la cui morte ha dato inizio ai giorni delle rivolte.